# Franco Nero
Francesco Clemente Giuseppe Sparanero (Reggio Emilia, 23 de Novembro de 1941),  mais conhecido como Franco Nero,  é um ator italiano.

## Carreira
Nasceu na cidade de San Prospero e cresceu em Bedonia e Milão. Ele estudou por um curto período na Faculdade de Economia e Comércio (Facoltà di Economia e Commercio) antes de abandoná-la para ir estudar no Piccolo Teatro di Milano.
Seu primeiro papel cinematográfico foi uma pequena participação no filme La Ragazza in Prestito, de 1964. Seu primeiro papel de destaque foi em Django, de 1966, um clássico do western de produção ítalo-espanhola. Ainda neste ano ele participou em mais oito filmes, como Tempo di Massacro (no Brasil, "Tempo de Massacre"), e Texas, addio ("Adeus, Texas").
Em 1967 ele apareceu em seu primeiro filme em inglês, Camelot, no papel de Lancelot. Seu pouco jeito com o inglês limitava sua participação em papéis como este, apesar de ele ter aparecido em filmes como The Virgin and the Gipsy ("A virgem e o cigano") de 1970, Force 10 From Navarone ("Comando 10 de Navarone") de 1978, Enter the Ninja ("Ninja - A Máquina Assassina") de 1981, e Die Hard 2 ("Duro de Matar - 2") de 1990. Apesar de uma atuação freqüentemente estereotipada, em filmes como Los Amigos de 1972, ou Keoma (1976), ele também fez atuações notáveis, em filmes como The Bible... in the beginning ("A Bíblia") de 1966 (onde interpretou Abel, filho de Noé), ou o tenente homossexual do filme Querelle, de 1982. Franco Nero já atuou em quase 150 filmes e também escreveu, produziu e atuou em Jonathan degli Orsi ("Jonathan e os Ursos") de 1993.
Durante as filmagens de Camelot  ele se aproximou de Vanessa Redgrave, com a qual teve um filho em 1969 - Carlo Gabriel Nero - autor e diretor de cinema.
Sua mais recente aparição em filmes foi em Django Unchained, escrito e dirigido por Quentin Tarantino, lançado em 2012. No filme ele aparece em uma cena ao lado de Leonardo Di Caprio, interpretando Amerigo Vassepi.

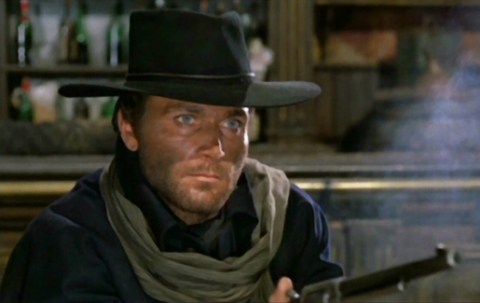
Franco Nero como personagem-título de Django (1966)

## Filmes
- Pelle viva, regia di Giuseppe Fina (1962)
- La ragazza in prestito, regia di Alfredo Giannetti (1964)
- La Celestina P... R..., regia di Carlo Lizzani (1965)
- Io la conoscevo bene, regia di Antonio Pietrangeli (1965)
- I criminali della galassia, regia di Antonio Margheriti (1965)
- Gli uomini dal passo pesante, regia di Albert Band e Mario Sequi (1965)
- Tecnica di un omicidio, regia di Franco Prosperi (1966)
- Django, regia di Sergio Corbucci (1966) – Django
- I diafanoidi vengono da Marte, regia di Antonio Margheriti (1966)
- Il terzo occhio, regia di Mino Guerrini (1966)
- Le colt cantarono la morte e fu... tempo di massacro, regia di Lucio Fulci (1966)
- Texas addio, regia di Ferdinando Baldi (1966)
- La Bibbia (The Bible: In the Beginning...), regia di John Huston (1966)
- Camelot, regia di Joshua Logan (1967)
- L'uomo, l'orgoglio, la vendetta, regia di Luigi Bazzoni (1968)
- Il giorno della civetta, regia di Damiano Damiani (1968)
- Sequestro di persona, regia di Gianfranco Mingozzi (1968)
- Il mercenario, regia di Sergio Corbucci (1968)
- Un tranquillo posto di campagna, regia di Elio Petri (1968)
- Un detective, regia di Romolo Guerrieri (1969)
- La battaglia della Neretva (Bitka na Neretvi), regia di Veljko Bulajić (1969)
- Tristana, regia di Luis Buñuel (1970)
- La vergine e lo zingaro (The Virgin and the Gypsy), regia di Christopher Miles (1970)
- Gott mit uns, regia di Giuliano Montaldo (1970)
- Vamos a matar compañeros, regia di Sergio Corbucci (1970)
- Dropout, regia di Tinto Brass (1970)
- Devil's Crude, regia di Tommaso Dazzi (1971)
- Confessione di un commissario di polizia al procuratore della repubblica, regia di Damiano Damiani (1971)
- Giornata nera per l'ariete, regia di Luigi Bazzoni (1971)
- La vacanza, regia di Tinto Brass (1971)
- L'istruttoria è chiusa: dimentichi, regia di Damiano Damiani (1971)
- Viva la muerte... tua!, regia di Duccio Tessari (1971)
- La papessa Giovanna (Pope Joan), regia di Michael Anderson (1972)
- Il monaco (Le moine), regia di Adonis Kyrou (1972)
- Senza ragione, regia di Silvio Narizzano (1972)
- Los amigos, regia di Paolo Cavara (1972)
- Il delitto Matteotti, regia di Florestano Vancini (1973)
- La polizia incrimina, la legge assolve, regia di Enzo G. Castellari (1973)
- Zanna Bianca, regia di Lucio Fulci (1973)
- I guappi, regia di Pasquale Squitieri (1974)
- Mussolini ultimo atto, regia di Carlo Lizzani (1974)
- Il cittadino si ribella, regia di Enzo G. Castellari (1974)
- Il ritorno di Zanna Bianca, regia di Lucio Fulci (1974)
- Corruzione al palazzo di giustizia, regia di Marcello Aliprandi (1974)
- Perché si uccide un magistrato, regia di Damiano Damiani (1975)
- Cipolla Colt, regia di Enzo G. Castellari (1975)
- Gente di rispetto, regia di Luigi Zampa (1975)
- Marcia trionfale, regia di Marco Bellocchio (1976)
- Profezia di un delitto (Les magiciens), regia di Claude Chabrol (1976)
- Scandalo, regia di Salvatore Samperi (1976)
- Keoma, regia di Enzo G. Castellari (1976)
- Sahara Cross, regia di Tonino Valerii (1977)
- Autostop rosso sangue, regia di Pasquale Festa Campanile (1977)
- Forza 10 da Navarone (Force 10 from Navarone), regia di Guy Hamilton (1978)
- Stridulum, regia di Giulio Paradisi (1979)
- Un dramma borghese, regia di Florestano Vancini (1979)
- Il cacciatore di squali, regia di Enzo G. Castellari (1979)
- Il detective con la faccia di Bogart (The Man with Bogart's Face), regia di Robert Day (1980)
- Il bandito dagli occhi azzurri, regia di Alfredo Giannetti (1980)
- Il giorno del Cobra, regia di Enzo G. Castellari (1980)
- La salamandra (The Salamander), regia di Peter Zinner (1981)
- Il falcone (Banovic Strahinja), regia di Vatroslav Mimica (1981)
- L'invincibile ninja (Enter the Ninja), regia di Menahem Golan (1981)
- Messico in fiamme (Krasnye kolokola, film pervyy - Meksika v ogne), regia di Sergej Bondarčuk (1982)
- Kamikaze 1989 (1982), regia di Wolf Gremm (non accreditato)
- Querelle de Brest (Querelle), regia di Rainer Werner Fassbinder (1982)
- Grog, regia di Francesco Laudadio (1982)
- I dieci giorni che sconvolsero il mondo (Krasnye kolokola, film vtoroy - Ya videl rozhdenie novogo mira), regia di Sergej Bondarčuk (1982)
- André schafft sie alle, regia di Peter Fratzscher (1985)
- Il pentito, regia di Pasquale Squitieri (1985)
- Grosso Guaio a Cartagena, regia di Tommaso Dazzi (1987)
- Sweet Country, regia di Michael Cacoyannis (1987)
- The Girl, regia di Arne Mattsson (1987)
- Django 2 - Il grande ritorno, regia di Nello Rossati (1987)
- Top Line, regia di Nello Rossati (1988)
- Il giovane Toscanini, regia di Franco Zeffirelli (1988)
- Marathon (Run for Yuor Life), regia di Terence Young (1988)
- Pygmalion 88, regia di Flavio Mogherini (1988)
- Magdalene, regia di Monica Teuber (1989)
- 58 minuti per morire - Die Harder (Die Hard 2), regia di Renny Harlin (1990)
- Diceria dell'untore, regia di Beppe Cino (1990)
- Amelia López O'Neil, regia di Valeria Sarmiento (1991)
- Prova di memoria, regia di Marcello Aliprandi (1992)
- Fratelli e sorelle, regia di Pupi Avati (1992)
- Oro, regia di Fabio Bonzi (1992)
- Intrigo in alto mare (Der Fall Lucona), regia di Jack Gold (1993)
- Jonathan degli orsi, regia di Enzo G. Castellari (1994)
- Desideria e l'anello del drago, regia di Lamberto Bava (1995)
- Io e il re, regia di Lucio Gaudino (1995)
- The Innocent Sleep (1996)
- Arrivano gli italiani, regia di Eyal Halfon (1996)
- Honfoglalás, regia di Gábor Koltay (1996)
- Il tocco: la sfida, regia di Enrico Coletti (1997)
- La medaglia, regia di Sergio Rossi (1997)
- The Versace Murder, regia di Mehanem Golan (1998)
- Talk of Angels, regia di Nick Hamm (1998)
- Li chiamarono... briganti!, regia di Pasquale Squitieri (1999)
- L'escluso (Uninvited), regia di Carlo Gabriel Nero (1999)
- Mirka, regia di Rachid Benhadj (2000)
- Maestrale, regia di Sandro Cecca (2000)
- Chimera, regia di Pappi Corsicato (2001)
- Sacra corona, regia di Gábor Koltay (2001)
- La ragion pura, regia di Silvano Agosti (2001)
- 2012 - L'avvento del male (Megiddo: The Omega Code 2), regia di Brian Trenchard-Smith (2001)
- Ultimo stadio, regia di Ivano De Matteo (2002)
- Fumata blanca, regia di Miquel García Borda (2002)
- Die 8. Todsünde: Das Toskana-Karussell, regia di Peter Patzak (2002)
- Cattive inclinazioni, regia di Pierfrancesco Campanella (2003)
- Post coitum, regia di Juraj Jakubisko (2004)
- Guardiani delle nuvole, regia di Luciano Odorisio (2004)
- Forever Blues, regia di Franco Nero (2005)
- Hans, regia di Louis Nero (2006)
- Amore e libertà - Masaniello, regia di Angelo Antonucci (2006)
- Two Families, regia di Romano Scavolini (2007)
- Mineurs, regia di Fulvio Wetzl (2007)
- Mario il mago (Márió, a varázsló), regia di Tamás Almási (2008)
- Bastardi, regia di Federico Del Zoppo e Andres Alce Meldonado (2008)
- La rabbia, regia di Louis Nero (2008)
- Bathory, regia di Juraj Jakubisko (2008)
- Ti stramo - Ho voglia di un'ultima notte da manuale prima di tre baci sopra il cielo, regia di Pino Insegno e Gianluca Sodaro (2008)
- Tesoro, sono un killer (Mord ist mein Geschäft, Liebling), regia di Sebastian Niemann (2009)
- Palestrina princeps musicae, regia di Georg Brintrup (2010)
- Letters to Juliet, regia di Gary Winick (2010)
- Prigioniero di un segreto, regia di Carlo Fusco (2010)
- Rasputin, regia di Louis Nero (2010)
- Calibro 10 - il decalogo del crimine, regia di Massimo Ivan Falsetta (2010)
- New Order, regia di Marco Rosson (2012)
- Canepazzo, regia di David Petrucci (2012)
- Django Unchained, regia di Quentin Tarantino (2012)
- Mamula, regia di Milan Todorovic (2014)
- Figli di Maam, regia di Paolo Consorti (2014)
- Il ragazzo della Giudecca, regia di Alfonso Bergamo (2015)
- Mediterranean diet example to the world, regia di Francesco Gagliardi - documentario (2015)
- Civiltà perduta (The Lost City of Z), regia di James Gray (2016)
- John Wick - Capitolo 2 (John Wick: Chapter 2), regia di Chad Stahelski (2017)
- Handy, regia di Vincenzo Cosentino (2017)
- Il crimine non va in pensione, regia di Fabio Fulco (2017)
- The Broken Key, regia di Louis Nero (2017)
- Ötzi - L'ultimo cacciatore, regia di Felix Randau (2017)
- Ed è subito sera, regia di Claudio Insegno (2018)
- Havana Kyrie, regia di Paolo Consorti (2018)
- Red Land (Rosso Istria), regia di Maximiliano Hernando Bruno (2018)